# カルヴィ・リゾルタ
カルヴィ・リゾルタ（伊: Calvi Risorta）は、イタリア共和国カンパニア州カゼルタ県にある、人口約5,400人の基礎自治体（コムーネ）。

## 地理

### 位置・広がり

#### 隣接コムーネ
隣接するコムーネは以下の通り。
- フランコリーゼ
- ジャーノ・ヴェトゥスト
- ピニャターロ・マッジョーレ
- ロッケッタ・エ・クローチェ
- スパラニーゼ
- テアーノ

### 気候分類・地震分類
カルヴィ・リゾルタにおけるイタリアの気候分類 (it) および度日は、zona C, 1257 GGである。
また、イタリアの地震リスク階級 (it) では、zona 2 (sismicità media) に分類される。

## 行政

### 分離集落
カルヴィ・リゾルタには、以下の分離集落（フラツィオーネ）がある。
- Calvi Vecchia, Petrulo, Visciano, Zuni